# Siolmatra
Siolmatra – rodzaj roślin z rodziny dyniowatych (Cucurbitaceae). Obejmuje dwa gatunki. Zasięg rodzaju obejmuje region Amazonii sięgając na południu po północną Argentynę. Rośliny te rosną w tropikalnych lasach nizinnych.

## Morfologia
PokrójDrewniejące liany z wąsami czepnymi rozwidlonymi na końcach.
LiścieOgonkowe, dłoniasto złożone, o blaszce trój- lub pięciolistkowej, z bocznymi listkami asymetrycznymi.
KwiatyZebrane w wiechowate kwiatostany. Kielich trójdziałkowy. Korona z 5 jajowatymi i białawymi płatkami. Pręcików jest 5, ich nitki są wolne i krótkie, pylniki z pojedynczymi woreczkami pyłkowymi, proste, ułożone horyzontalnie. Prątniczków brak. Słupek ze stożkowatą zalążnią, trójkomorową w górze i jednokomorową w dole. Szyjki trzy zakończone dwudzielnym, nerkowatym znamieniem.
OwoceZwisające, stożkowato trójkanciaste torebki długości do 3 cm, otwierające się na szczycie trzema niewielkimi ząbkami. Zawierają spłaszczone i eliptyczne nasiona do 2 cm długości, z żółtobrązową łupiną i bocznym, błoniastym skrzydełkiem.

## Systematyka
Pozycja systematyczna
Rodzaj z plemienia Zanonieae z rodziny dyniowatych Cucurbitaceae.
Wykaz gatunków
- Siolmatra brasiliensis (Cogn.) Baill.
- Siolmatra pentaphylla Harms